# Шерон Волш
Шерон Волш-Арнольд (англ. Sharon Walsh-Arnold; нар. 24 лютого 1952) — колишня професійна американська тенісистка.
Здобула 23 парні титули туру WTA. 
Найвищу одиночну позицію світового рейтингу — 22 місце досягнула в лютому 1982 року.

## Фінали Туру WTA

### Одиночний розряд 1
| Легенда           |   |
| Grand Slam        | 0 |
| WTA Championships | 0 |
| Tier I            | 0 |
| Tier II           | 0 |
| Tier III          | 0 |
| Tier IV & V       | 0 |

| Результат | Ранг | Дата         | Турнір                                            | Покриття | Опонент         | Рахунок  |
| Поразка   | 1.   | 2 січня 1980 | Відкритий чемпіонат Австралії з тенісу, Австралія | Трава    | Барбара Джордан | 3–6, 3–6 |

### Парний розряд 44 (23–21)
| Легенда           |   |
| Grand Slam        | 0 |
| WTA Championships | 0 |
| Tier I            | 0 |
| Tier II           | 0 |
| Tier III          | 0 |
| Tier IV & V       | 0 |

| Титули за покриттям |    |
| Тверде              | 5  |
| Ґрунт               | 4  |
| Трава               | 4  |
| Килим               | 10 |

| Результат | Ранг | Дата              | Турнір                                     | Покриття | Партнер         | Опоненти                             | Рахунок       |
| Перемога  | 1.   | 26 листопада 1978 | Крайстчерч, Нова Зеландія                  | Трава    | Леслі Гант      | Катя Еббінгаус Сільвія Ганіка        | 6–1, 7–5      |
| Поразка   | 2.   | 7 січня 1979      | Вашингтон, США                             | Килим    | Рене Річардс    | Міма Яушовець Вірджинія Рузіч        | 6–4, 2–6, 4–6 |
| Перемога  | 3.   | 28 вересня 1980   | Атланта, Джорджія, США                     | Ґрунт    | Барбара Поттер  | Кеті Джордан Енн Сміт                | 6–3, 6–1      |
| Перемога  | 4.   | 9 листопада 1980  | Гонконг                                    | Ґрунт    | Венді Тернбулл  | Penny Johnson Сільвана Уррос         | 6–1, 6–2      |
| Поразка   | 5.   | 14 грудня 1980    | Аделаїда, Австралія                        | Трава    | Сью Баркер      | Пем Шрайвер Бетті Стеве              | 4–6, 3–6      |
| Перемога  | 6.   | 18 січня 1981     | Канзас-Сіті (Міссурі), США                 | Килим    | Барбара Поттер  | Розмарі Касалс Венді Тернбулл        | 6–2, 7–6      |
| Поразка   | 7.   | 1 лютого 1981     | Чикаго, Illinois, США                      | Килим    | Барбара Поттер  | Мартіна Навратілова Пем Шрайвер      | 3–6, 1–6      |
| Перемога  | 8.   | 22 березня 1981   | Бостон, Масачусетс, США                    | Килим    | Барбара Поттер  | Джоанн Расселл Вірджинія Рузіч       | 6–7, 6–4, 6–3 |
| Поразка   | 9.   | 10 травня 1981    | Токіо, Японія                              | Килим    | Барбара Поттер  | Сью Баркер Енн Кійомура              | 5–7, 2–6      |
| Перемога  | 10.  | 8 листопада 1981  | Гонконг                                    | Ґрунт    | Енн Кійомура    | Енн Гоббс Сьюзен Лео                 | 6–3, 6–4      |
| Перемога  | 11.  | 22 листопада 1981 | Перт, Австралія                            | Трава    | Барбара Поттер  | Бетсі Нагелсен Кенді Рейнолдс        | 6–4, 6–2      |
| Перемога  | 12.  | 14 лютого 1982    | Канзас-Сіті (Міссурі), США                 | Килим    | Барбара Поттер  | Мері-Лу Деніелс Енн Сміт             | 4–6, 6–2, 6–2 |
| Поразка   | 13.  | 21 лютого 1982    | Х'юстон, Texas, США                        | Килим    | Сью Баркер      | Кеті Джордан Пем Шрайвер             | 6–7, 2–6      |
| Перемога  | 14.  | 28 лютого 1982    | Окленд (Каліфорнія), США                   | Килим    | Барбара Поттер  | Кеті Джордан Пем Шрайвер             | 6–1, 3–6, 7–6 |
| Поразка   | 15.  | 7 березня 1982    | Лос-Анджелес, Каліфорнія, США              | Килим    | Барбара Поттер  | Кеті Джордан Енн Сміт                | 3–6, 5–7      |
| Поразка   | 16.  | 25 квітня 1982    | Амелія (острів), Флоріда, США              | Килим    | Барбара Поттер  | Леслі Аллен Міма Яушовець            | 1–6, 5–7      |
| Поразка   | 17.  | 22 серпня 1982    | Мастерс Канада, Канада                     | Тверде   | Барбара Поттер  | Мартіна Навратілова Кенді Рейнолдс   | 4–6, 4–6      |
| Перемога  | 18.  | 29 серпня 1982    | Mahwah, Hawaii, США                        | Тверде   | Барбара Поттер  | Розмарі Касалс Венді Тернбулл        | 6–1, 6–4      |
| Поразка   | 18.  | 12 вересня 1982   | Відкритий чемпіонат США з тенісу, США      | Тверде   | Барбара Поттер  | Розмарі Касалс Венді Тернбулл        | 6–1, 6–4      |
| Поразка   | 19.  | 3 жовтня 1982     | US Indoors, США                            | Килим    | Барбара Поттер  | Розмарі Касалс Венді Тернбулл        | 6–1, 6–4      |
| Перемога  | 20.  | 10 жовтня 1982    | Дірфілд-Біч, Florida, США                  | Тверде   | Барбара Поттер  | Розмарі Касалс Венді Тернбулл        | 7–6, 7–6      |
| Поразка   | 21.  | 1 листопада 1982  | Брайтон, Англія                            | Килим    | Барбара Поттер  | Мартіна Навратілова Пем Шрайвер      | 6–2, 5–7, 4–6 |
| Перемога  | 22.  | 6 лютого 1983     | Палм-Біч (Флорида), Флоріда, США           | Ґрунт    | Барбара Поттер  | Кеті Джордан Пола Сміт               | 6–4, 4–6, 6–2 |
| Перемога  | 23.  | 3 квітня 1983     | Токіо, Японія                              | Килим    | Біллі Джин Кінг | Кеті Джордан Енн Сміт                | 6–1, 6–1      |
| Перемога  | 24.  | 1 травня 1983     | Атланта, Джорджія, США                     | Тверде   | Алісія Молтон   | Розмарі Касалс Венді Тернбулл        | 6–3, 7–6      |
| Перемога  | 25.  | 13 червня 1983    | Бірмінгем, Англія                          | Трава    | Біллі Джин Кінг | Беверлі Моулд Елізабет Смайлі        | 6–2, 6–4      |
| Перемога  | 26.  | 28 серпня 1983    | Mahwah, Hawaii, США                        | Тверде   | Джо Дьюрі       | Розалін Феербенк Кенді Рейнолдс      | 4–6, 7–5, 6–3 |
| Перемога  | 27.  | 2 жовтня 1983     | US Indoors, США                            | Килим    | Біллі Джин Кінг | Кеті Джордан Барбара Поттер          | 3–6, 6–3, 6–4 |
| Поразка   | 28.  | 20 листопада 1983 | Брисбен, Австралія                         | Трава    | Пем Шрайвер     | Енн Гоббс Венді Тернбулл             | 3–6, 4–6      |
| Перемога  | 29.  | 9 січня 1984      | Вашингтон, США                             | Килим    | Барбара Поттер  | Леслі Аллен Енн Вайт                 | 6–1, 6–7, 6–2 |
| Поразка   | 30.  | 5 лютого 1984     | Х'юстон, Texas, США                        | Килим    | Барбара Поттер  | Міма Яушовець Енн Вайт               | 4–6, 6–3, 6–7 |
| Перемога  | 31.  | 12 лютого 1984    | Чикаго, Іллінойс, США                      | Килим    | Біллі Джин Кінг | Барбара Поттер Пем Шрайвер           | 5–7, 6–3, 6–3 |
| Перемога  | 32.  | 31 березня 1984   | Бостон, Масачусетс, США                    | Килим    | Барбара Поттер  | Андреа Леанд Мері-Лу Деніелс         | 7–6, 6–0      |
| Поразка   | 33.  | 16 квітня 1984    | Гілтон-Гед-Айленд (Південна Кароліна), США | Ґрунт    | Енн Гоббс       | Клаудія Коде-Кільш Гана Мандлікова   | 5–7, 2–6      |
| Поразка   | 34.  | 24 вересня 1984   | Форт-Лодердейл, Флоріда, США               | Тверде   | Барбара Поттер  | Мартіна Навратілова Елізабет Смайлі  | 6–2, 2–6, 3–6 |
| Поразка   | 35.  | 28 жовтня 1984    | Брайтон, Англія                            | Килим    | Барбара Поттер  | Алісія Молтон Пола Сміт              | 7–6, 3–6, 5–7 |
| Поразка   | 36.  | 25 листопада 1984 | Сідней, Австралія                          | Трава    | Венді Тернбулл  | Клаудія Коде-Кільш Гелена Сукова     | 2–6, 6–7      |
| Поразка   | 37.  | 20 січня 1985     | Денвер, Колорадо, США                      | Килим    | Леслі Аллен     | Мері-Лу Деніелс Робін Вайт           | 6–1, 4–6, 5–7 |
| Перемога  | 38.  | 17 березня 1985   | Даллас, Техас, США                         | Килим    | Барбара Поттер  | Марселла Мескер Паскаль Параді       | 5–7, 6–4, 7–6 |
| Перемога  | 39.  | 16 червня 1985    | Бірмінгем, England                         | Трава    | Террі Голледей  | Еліз Берджін Алісія Молтон           | 6–4, 5–7, 6–3 |
| Перемога  | 40.  | 19 жовтня 1986    | Токіо, Японія                              | Тверде   | Сенді Коллінз   | Сьюзен Маскарін Бетсі Нагелсен       | 6–1, 6–2      |
| Поразка   | 41.  | 26 жовтня 1986    | Сінгапур                                   | Тверде   | Сенді Коллінз   | Анна-Марія Фернандес Джулі Річардсон | 3–6, 2–6      |
| Поразка   | 42.  | 19 квітня 1987    | Токіо, Японія                              | Тверде   | Сенді Коллінз   | Кеті Джордан Бетсі Нагелсен          | 3–6, 5–7      |
| Поразка   | 43.  | 26 квітня 1987    | Тайбей                                     | Килим    | Сенді Коллінз   | Кеммі Макгрегор Синтія Макгрегор     | 6–7, 7–5, 4–6 |
| Поразка   | 44.  | 9 серпня 1987     | Сан-Дієго, США                             | Тверде   | Еліз Берджін    | Яна Новотна Катрін Сюїр              | 3–6, 4–6      |